# IEEE 802.11i
IEEE 802.11i és una millora de l'estàndard 802.11 per WLAN desenvolupat pel grup de treball 11 del comitè d'estàndards LAN/MAN del IEEE (IEEE 802), implementada com a WPA2 (Wi-Fi Protected Area II). Aquesta modificació especifica un nou mecanisme de seguretat a les xarxes WLAN, i també desaconsella la utilització del mecanisme de seguretat WEP que incorporava fins aleshores. IEEE 802.11i fou ratificat el 2004 i incorporat a la norma IEEE 802.11 el 2007.

## Descripció
IEEE 802.11i millora l'antic protocol de seguretat WEP que presentava vulnerabilitats. WPA és una versió anterior a WPA2 que corregia aquestes vulnerabilitats. Punts més destacats d'IEEE 802.11i:
- Crea un RSN (Robust Security Network) amb 2 nous protocols : (vegeu[1])
  - "4-Way Handshake"
  - "Group Key Handshake"
- Encriptació de dades segons AES (Advanced Encryption Standard), CCMP i TKIP(Temporal Key Integrity Protocol) amb servei d'autenticació segons IEEE 802.11x.